# 5905 Johnson
Az 5905 Johnson (ideiglenes jelöléssel 1989 CJ1) egy kisbolygó a Naprendszerben. Eleanor F. Helin fedezte fel 1989. február 11-én.